# 副劍齒虎屬
副劍齒虎屬（學名：Paramachairodus）是一種已滅絕的劍齒虎亞科劍齒虎。分佈于1500萬至900萬年前中新世末期的歐洲和亞洲。
副劍齒虎是已知最古老的劍齒虎，大量副劍齒虎化石發現於西班牙的馬德里附近的一個中新世晚期化石點Cerro Batallones。有兩具豹形化石比較出名，一具是大約處在瓦西里期到Turolian期的Paramachairodus ogygia，另一具則是完全處在Turolian期Paramachairodus orientalis。马氏副剑齿虎（Paramachairodus maximiliani）被一些作者认为是Paramachairodus orientalis的同物异名，但在新的修订中被认为是一个有效种。
副劍齒虎肩高約58厘米，與美洲豹相似，但體型更加輕盈。四肢形狀顯示牠們是靈活的攀爬者，且可以獵殺相對大型的獵物。

## 下属物种
本属包括以下物种：
- 马氏副剑齿虎 Paramachaerodus maximiliani (Zdansky, 1924)
- 奥杰吉厄副剑虎 Paramachaerodus ogygia Kaup, 1832
- Paramachaerodus orientalis (Kittl, 1887)
- 舒氏副剑虎 Paramachaerodus schlosseri Weithofer, 1888
- 欧亚副剑齿虎 Paramachaerodus transasiaticus Li & Spassov, 2017，亚洲副剑虎
- 英良副剑虎 Paramachaerodus yingliangi Jiangzuo et al., 2022

## 外部連結
- Paramachairodus at the bluelion.org